# Лазаревская (Каргопольский район)
Ла́заревская — деревня в Каргопольском районе Архангельской области России. Входит в состав Павловского сельского поселения.

## География
Деревня находится в юго-западной части Архангельской области, в южной зоне средней тайги, на левом берегу реки Волошка, к югу от автодороги 11Р-002, на расстоянии примерно 27 км (по прямой) к востоку от города Каргополь, административного центра района. Абсолютная высота — 129 м над уровнем моря.

### Часовой пояс
Лазаревская, как и вся Архангельская область, находится в часовой зоне МСК (московское время). Смещение применяемого времени относительно UTC составляет +3:00.

## История
В «Списке населенных мест Российской империи», изданном в 1879 году, населённый пункт упомянут как деревня Лазаревская (Люцково нижнее) Каргопольского уезда (3-го стана), при речке Воложке, расположенная в 33 верстах от уездного города Каргополя. В деревне насчитывалось 27 дворов и проживало 175 человек (73 мужчины и 102 женщины). Действовали православная часовня, дегтекурное заведение и мельница. По данным 1905 года имелось 40 дворов и проживало 240 человек (115 мужчин и 125 женщин). В административном отношении деревня входила в состав Ряговского общества Ряговской волости. Имелось 35 лошадей, 118 коров и 297 голов прочего скота.

## Население
| 2002 | 2010 | 2012 |
| ---- | ---- | ---- |
| 145  | ↘95  | ↘92  |

### Национальный состав
Согласно результатам переписи 2002 года, в национальной структуре населения русские составляли 98 %.

## Улицы
Уличная сеть деревни состоит из двух улиц (Береговая и Ручейная).